# Anne-Cécile Sarfati
 (mars 2022).
Anne-Cécile Sarfati, née le 8 février 1967, à Paris, est une journaliste, auteure et entrepreneure française. Elle dirige la société de conseil éditorial et événementiel Actually. Pendant plus de vingt ans, elle a travaillé au magazine Elle où elle a été rédactrice en chef et directrice de la diversification éditoriale.

## Parcours professionnel

### Une formation de juriste
Après des études de droit, avec une spécialisation en droit des affaires, Anne-Cécile Sarfati fait ses débuts professionnels au sein du cabinet d’avocats Lafarge-Flécheux-Revuz. Avocate au Barreau de 1991 à 1994, elle décide, en 1994, à 27 ans, de se reconvertir dans le journalisme
.

### Carrière de journaliste
Elle devient journaliste dans la presse en collaborant avec L'Événement du jeudi, le Nouvel Observateur ou Le Point. Elle a ensuite été nommée chef de rubrique au magazine féminin Biba avec la journaliste Marie La Fonta.

#### Chez Elle
Anne-Cécile Sarfati travaille au magazine de mode Elle à partir de 1995. Elle a débuté comme grand reporter, avant de devenir rédactrice en chef adjointe puis rédactrice en chef de cet hebdomadaire.
Dès 2011, au sein du « service de diversification éditoriale », elle créé plusieurs événements autour de la marque Elle comme les forums Elle Active et Elle Zen, la course Elle Run, la Elle Community House, la conférence Elle et les femmes dans le cadre de la campagne présidentielle de 2017, etc. Sponsorisés par de grands groupes, ces événements s’inscrivent dans la stratégie de diversification du contenu éditorial de Elle. Ils sont souvent adossés à la publication de hors-séries et de podcasts dédiés ainsi qu’à la publication d’articles sur le site internet d'Elle.

#### Autres activités
Elle est également chroniqueuse à la télévision dans l'émission La Maison des Maternelles diffusée sur France 5 en 2016, et au Club Pujadas[source insuffisante], animé par David Pujadas sur LCI depuis 2018.
Elle est l'auteure depuis 1998 de plusieurs ouvrages sur la place des femmes au travail,, l'éducation et le bien-être des enfants, dont Petits tracas et gros soucis (en collaboration avec la psychologue-clinicienne Christine Brunet). En 2021, elle a publié aux éditions Albin Michel Nous réussirons ensemble : couples à double carrière, les freins, les pièges, les clés.

### Carrière d'entrepreneure
Début 2020, elle crée Actually, une société de conseil éditorial et événementiel pour des entreprises ou des médias sur les thématiques de mixité au travail.

## Engagement pour les femmes
Afin de promouvoir le travail des femmes, Anne-Cécile Sarfati a fondé en 2011 les forums Elle Active.
Le magazine Forbes, dans son numéro « Spécial femmes » paru en juillet 2020, la classe au palmarès des quarante françaises inspirantes.
Depuis, la plupart des événements qu'elle organise via Actually visent à promouvoir l'égalité professionnelle[réf. nécessaire].

## Vie privée
Elle est mariée à Hervé Gattegno, directeur de la rédaction du Journal du dimanche et de Paris Match ainsi qu'éditorialiste à RMC et BFMTV, avec qui elle a trois enfants[réf. nécessaire].

## Publications
- Petits tracas et gros soucis de 1 à 7 ans, en collaboration avec Christine Brunet, Paris, Albin Michel, 1998  (ISBN 978-2226107817), réédité par Le Livre de poche en 2010  (ISBN 978-2253131533)
- Petits tracas et gros soucis de 8 à 12 ans, en collaboration avec Christine Brunet, Paris, Albin Michel, 2004,  (ISBN 978-2226149848), réédité par France Loisirs en 2007],  (ISBN 978-2298002478), réédité par Le Livre de poche en 2011,  (ISBN 978-2253131755)
- À préparer en 15 minutes maxi (livre de cuisine rapide), Paris, Albin Michel, 2005,  (ISBN 978-2226157577)
- Femmes au pouvoir : récits et confidences, en collaboration avec Hervé Gattegno et Myriam Levain, Paris, Stock, 2007,  (ISBN 978-2234060258)
- Être femme au travail : ce qu'il faut savoir pour réussir mais qu'on ne vous dit jamais, Odile Jacob, 2011,  (ISBN 978-2738127112), réédité en 2014  (ISBN 978-2738130839)
- Nous réussirons ensemble. Couple à double carrière : les freins, les pièges, les clés, Albin Michel , 2021,  (ISBN 2226454314) ).